# Campionati europei di ciclismo su strada 2016 - Cronometro femminile Elite
La cronometro femminile Elite dei Campionati europei di ciclismo su strada 2016, prima edizione della prova, si disputò il 15 settembre 2016 su un percorso di 25,4 km con partenza e arrivo a Plumelec, in Francia. La medaglia d'oro fu appannaggio dell'olandese Ellen van Dijk, il quale completò il percorso con il tempo di 36'41"07, alla media di 41,545 km/h; l'argento andò all'altra olandese Anna van der Breggen e il bronzo alla russa Ol'ga Zabelinskaja.
Sul traguardo 52 cicliste su 52 partenti, portarono a termine la competizione.

## Ordine d'arrivo (Top 10)
| Pos. | Corridore            | Squadra     | Tempo    |
| ---- | -------------------- | ----------- | -------- |
| 1    | Ellen van Dijk       | Paesi Bassi | 36'41"07 |
| 2    | Anna van der Breggen | Paesi Bassi | a 18"    |
| 3    | Ol'ga Zabelinskaja   | Russia      | a 23"    |
| 4    | Alena Amjaljusik     | Bielorussia | a 1'31"  |
| 5    | Audrey Cordon-Ragot  | Francia     | a 1'48"  |
| 6    | Ann-Sophie Duyck     | Belgio      | a 1'50"  |
| 7    | Elisa Longo Borghini | Italia      | a 1'55"  |
| 8    | Katarzyna Pawłowska  | Polonia     | a 2'25"  |
| 9    | Olena Pavlukhina     | Azerbaigian | a 2'31"  |
| 10   | Edwige Pitel         | Francia     | a 2'32"  |